# 亞夫切
49°20′59″N 24°31′3″E / 49.34972°N 24.51750°E
亞夫切（烏克蘭語：Явче），是烏克蘭西部的村莊，隸屬伊萬諾-弗蘭科夫斯克州的伊萬諾-弗蘭科夫斯克區。該村始建於1435年，面積14.67平方公里，2001年人口477，人口密度每平方公里32.5人。